# Reserva Ecológica de Buenos Aires

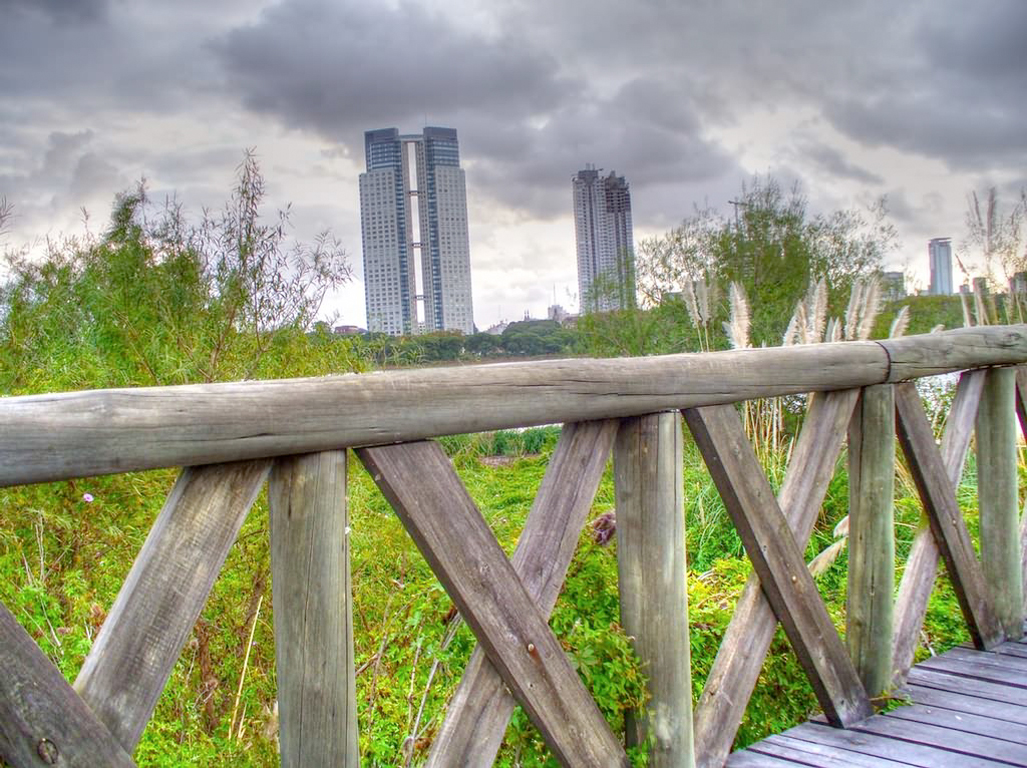
Puerto Madero von der Reserva Ecológica aus gesehen

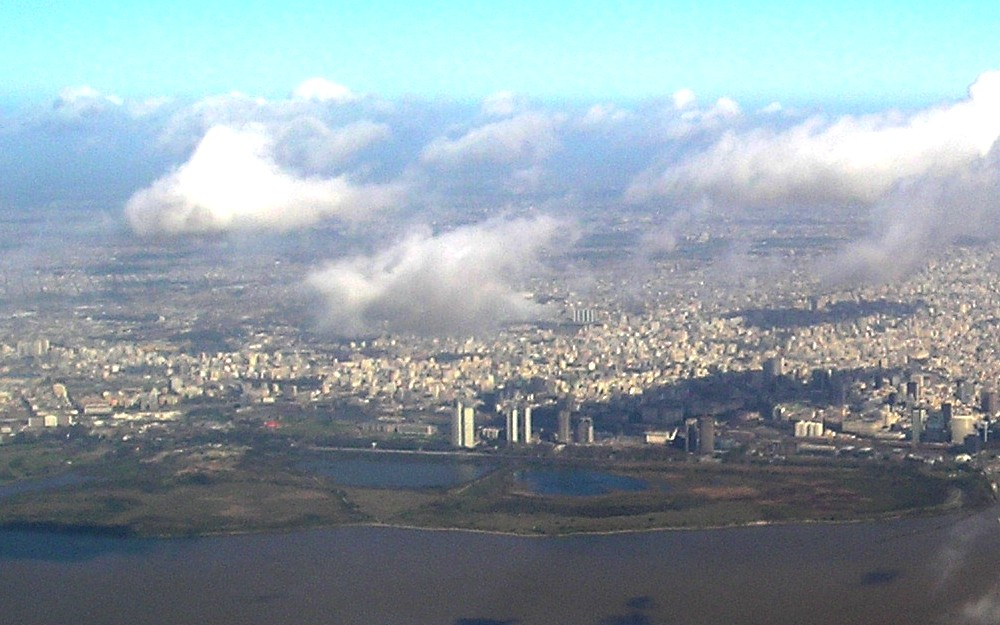
Die Reserva Ecológica aus der Vogelperspektive gesehen

Die Reserva Ecológica de Buenos Aires, auch als Reserva Ecológica Costanera Sur bekannt, ist ein 350 Hektar großes Flachlandgebiet am Ufer des Río de la Plata, östlich von Puerto Madero in Buenos Aires gelegen.

## Geschichte

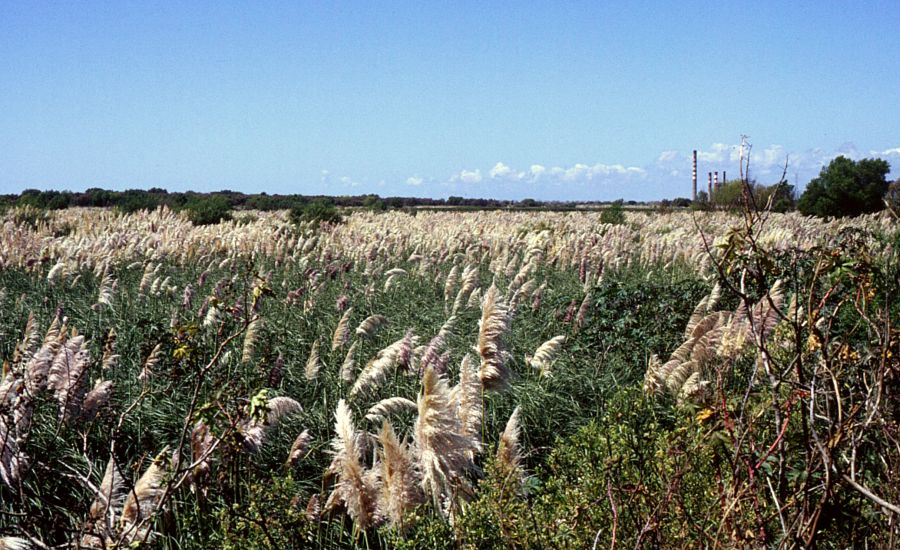
Amerikanisches Pampasgras (Cortaderia selloana, 1993)

Bis zur Mitte des 20. Jahrhunderts war das Gebiet die beliebteste Badeanstalt von Buenos Aires. Nachdem die Wasserqualität des Flusses immer schlechter wurde, verfiel das Gelände. In den 1970er Jahren wurde im Zuge des Schnellstraßenbaus in Buenos Aires Schutt von abgerissenen Gebäuden in den Fluss entlang der Uferstraße Avenida Costanera Sur gekippt.
Mit der Zeit entstand durch Sedimentation festes Land, das in seiner Biodiversität beispielhaft für die argentinische Pampa ist.
Am 5. Juni 1986 verabschiedete der Stadtrat (Consejo Deliberante de la Ciudad de Buenos Aires) das Gesetz Nr. 41.247, mit dem das Gebiet unter Schutz gestellt wurde. Es wurde 2005 in die Liste der Ramsar-Gebiete aufgenommen.
Die Zukunft des Ökoreservats ist unsicher. Pläne zur kommerziellen Bebauung sind eine Bedrohung ebenso wie Pläne zum Bau einer Nord-Süd-Schnellstraße, die durch die Reserva Ecológica führen soll.

## Fauna und Flora
Es werden 250 Vogelarten, 23 Reptilien-, 10 Säugetier- und 9 Amphibienarten gezählt. Hinzu kommen etwa 50 Schmetterlingsarten.
Zu den Vogelarten gehören Blässhühner, Coscorobaschwan, Enten, Olivenscharbe, Rallenkranich, Schmuckreiher, Schwarzhalsschwan,  Silberreiher, Streifendommel, Südamerikanische Rohrdommel und Zwergsultanshuhn.
Unter den Säugetieren finden sich Dickschwanzbeutelratte, Gemeines Weißohropossum, Fledermäuse, Nutria, Pampaswildmeerschweinchen (Cavia aperea pamparum),  Südamerikanische Feldmäuse, Vespermäuse und Zwergreisratten.
Man findet dort heute nur wenige Bäume, hauptsächlich Weiden, Akazien und Kapokbäume.

## Brände
Am 9. Januar 2009 brannte es in dem Gebiet. Ein erneuter Brand brach am 31. Juli 2013 aus. Bürgermeister Mauricio Macri äußerte seine Vermutung, dass der Brand absichtlich gelegt wurde. Auch bei einem Brand am 11. Januar 2023 gehen die Ermittler von Brandstiftung aus.

## Wanderwege
Durch ihre Nähe zur Stadt wird die Reserva Ecológica als Naherholungsgebiet von den Hauptstadtbewohnern genutzt. Auf einer Reihe von Wegen können Vögel beobachtet, Rad gefahren und spazieren gegangen werden. Der Eingang zum Park befindet sich am südlichen Ende von Puerto Madero.